# 88. østlige længdekreds
Den 88. østlige længdekreds (eller 88 grader østlig længde) er en længdekreds, der ligger 88 grader øst for nulmeridianen. Den løber gennem Ishavet, Asien, det Indiske Ocean, det Sydlige Ishav og Antarktis.